# Rzepin
Rzepin là một thị trấn thuộc huyện Słubicki, tỉnh Lubuskie ở tây Ba Lan. Thị trấn có diện tích 11 km². Đến ngày 1 tháng 1 năm 2011, dân số của thị trấn là 6487 người và mật độ 568 người/km².